# レプリカ
レプリカ（英語: Replica、フランス語: Réplique）とは複製品のこと。

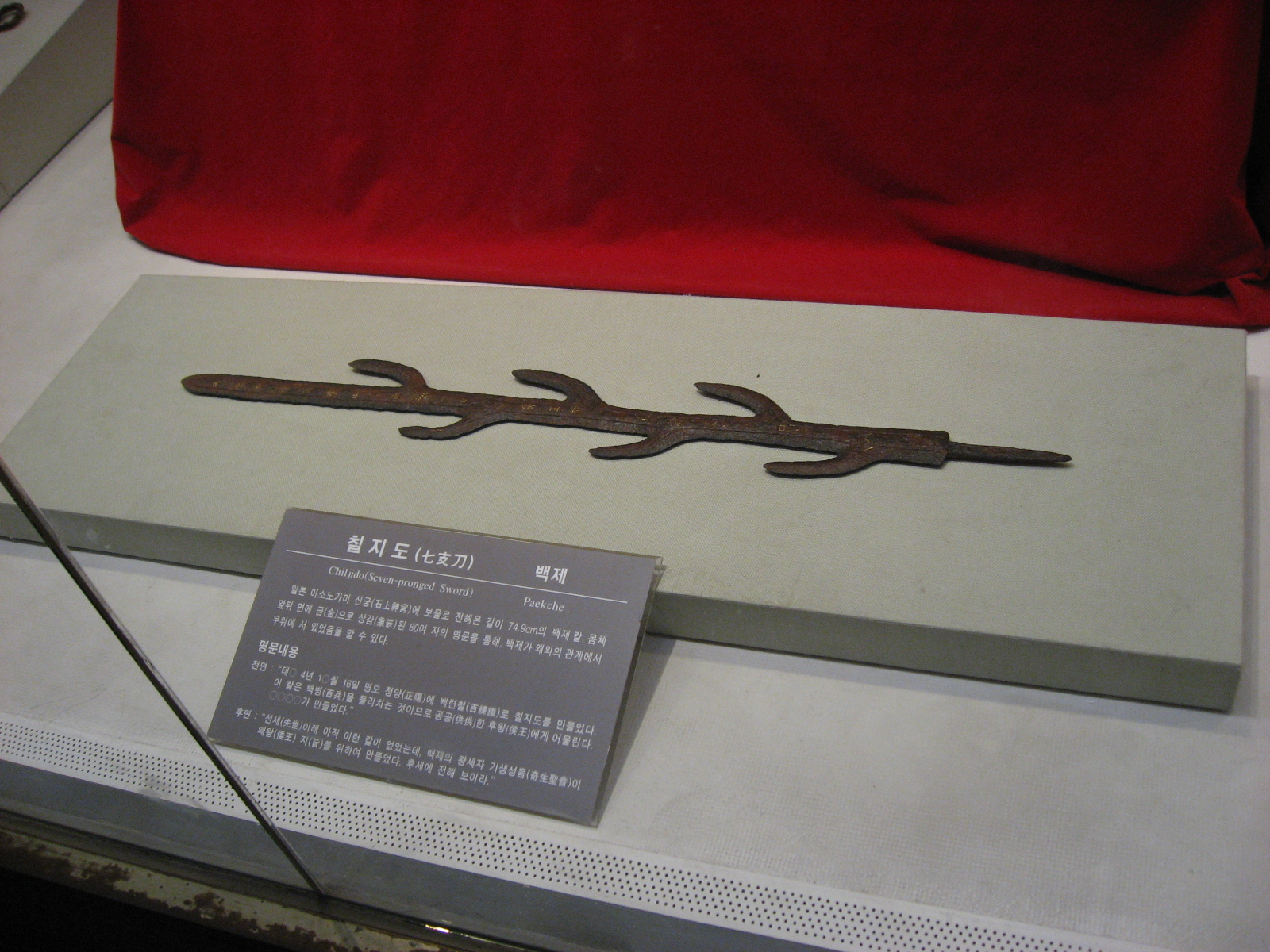
韓国の博物館に展示されている七支刀のレプリカ

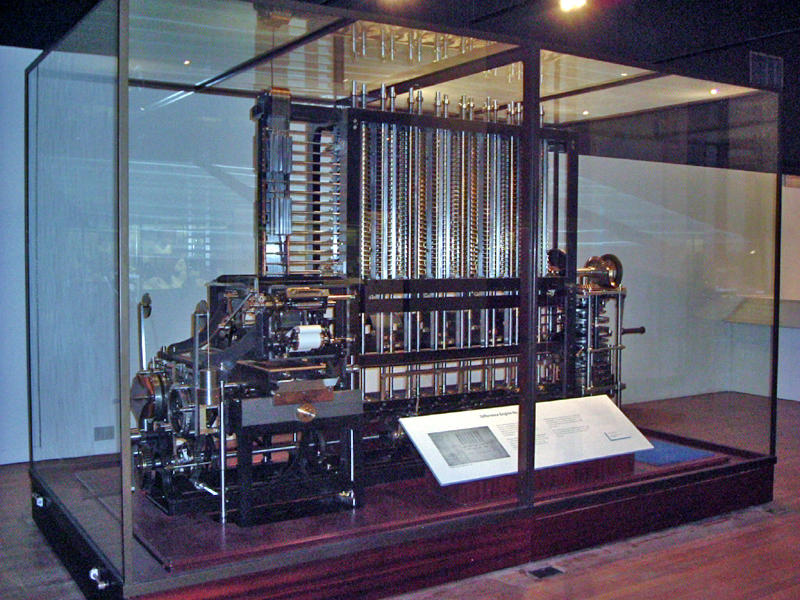
サイエンス・ミュージアムに展示されている階差機関2号のレプリカ

本来は「オリジナルの製作者自身によって作られたコピー（複製品）」を指していたが、現在では製作者が同じかどうかは問わないことが多い。オリジナルの製作者が公式に安価に大量生産した物はレプリカではなく「マルティプル」(マルチプル ,multiples)とさらに区別する場合がある。
ローマ帝国では、ハドリアヌス帝の時代には職業的な複製業が成立し、ギリシア時代のほとんどの作品のレプリカが作られた。原作が失われてしまった場合は、レプリカが学術的・芸術的に重要な価値を持つ。

## 概要
レプリカは、彫刻や金属製品の場合には、シリコーン樹脂を用いて細部の凹凸に至るまで正確に型を取り、原資料に忠実な彩色を施して製作される。古文書や絵画資料の場合は、連続階調で精緻な複製が可能なコロタイプなどの印刷が用いられるほか、絵画などでは模写、陶板画での複製も行われる。レプリカで再現する資料の状態は使用目的によって異なり、後補の汚れや彩色、破損や欠損状態なども忠実に再現されることもあるが、場合によっては、それらを補って製作当初の姿が再現されることもある。

## 用途

### 博物館における展示
レプリカは、しばしば博物館の展示用などの歴史学的な目的のために製作される。時には、オリジナルが存在しない場合もある。一例をあげると、19世紀にバベッジによって設計された階差機関2号は実機が製作されなかったが、1980年代に計算機史研究者のアラン・ジョージ・ブロムリーによって設計図を元に復元され、現在はロンドンのサイエンス・ミュージアムで展示されている。
博物館展示においては、文化財などの展示物は、温度・湿度や照明、空気質、振動など資料に与える影響を考慮し展示環境を整え、木製品や金属製品などは合成樹脂などを用いた保存処理を施した上で展示が行われるが、資料の遺存状態が悪く、博物館施設への移動が状態に悪影響を及ぼす懸念がある場合や、博物館施設への借用が困難な場合などには、レプリカを製作して代用展示を行う。

### 研究用

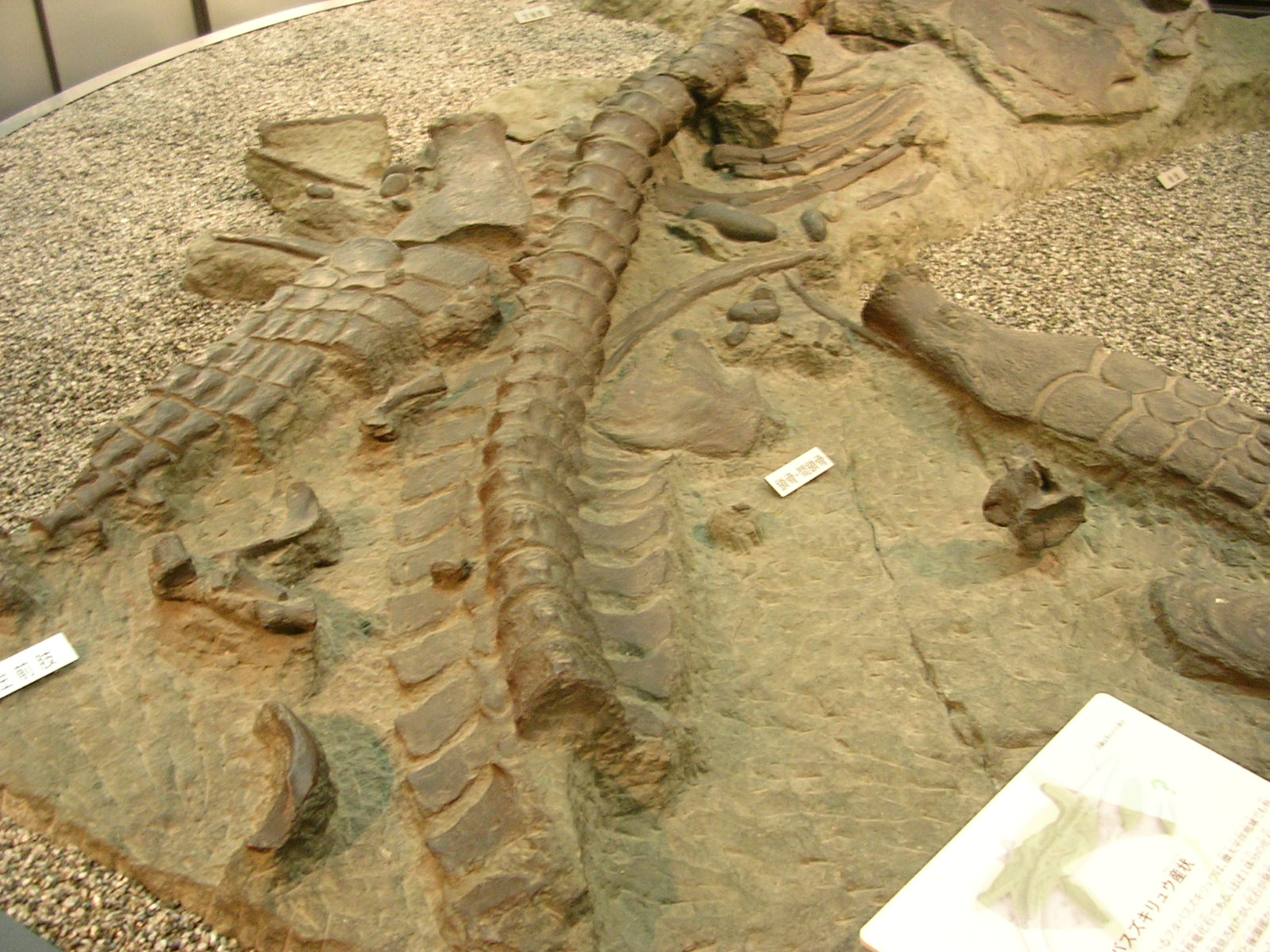
化石レプリカ

古生物を研究する場合、標本（化石）は貴重なため、レプリカを作成してから研究することがある。採集が困難な場合も、レプリカを作成すれば、持ち帰って詳しく調べることができる。

### コレクション用
現代では商品として生産されるレプリカも人気がある。上述のような美術品・工芸品や、プロサッカーやプロ野球などプロフェッショナルスポーツ選手のレプリカユニフォーム、映画の小道具を模したプロップレプリカなどである。 前述の通り公式でも安価に大量複製される作品は『マルチプル』とされ、レプリカとは区別される。明和電機は一般販売される美術品をマルチプルと呼んでいる。

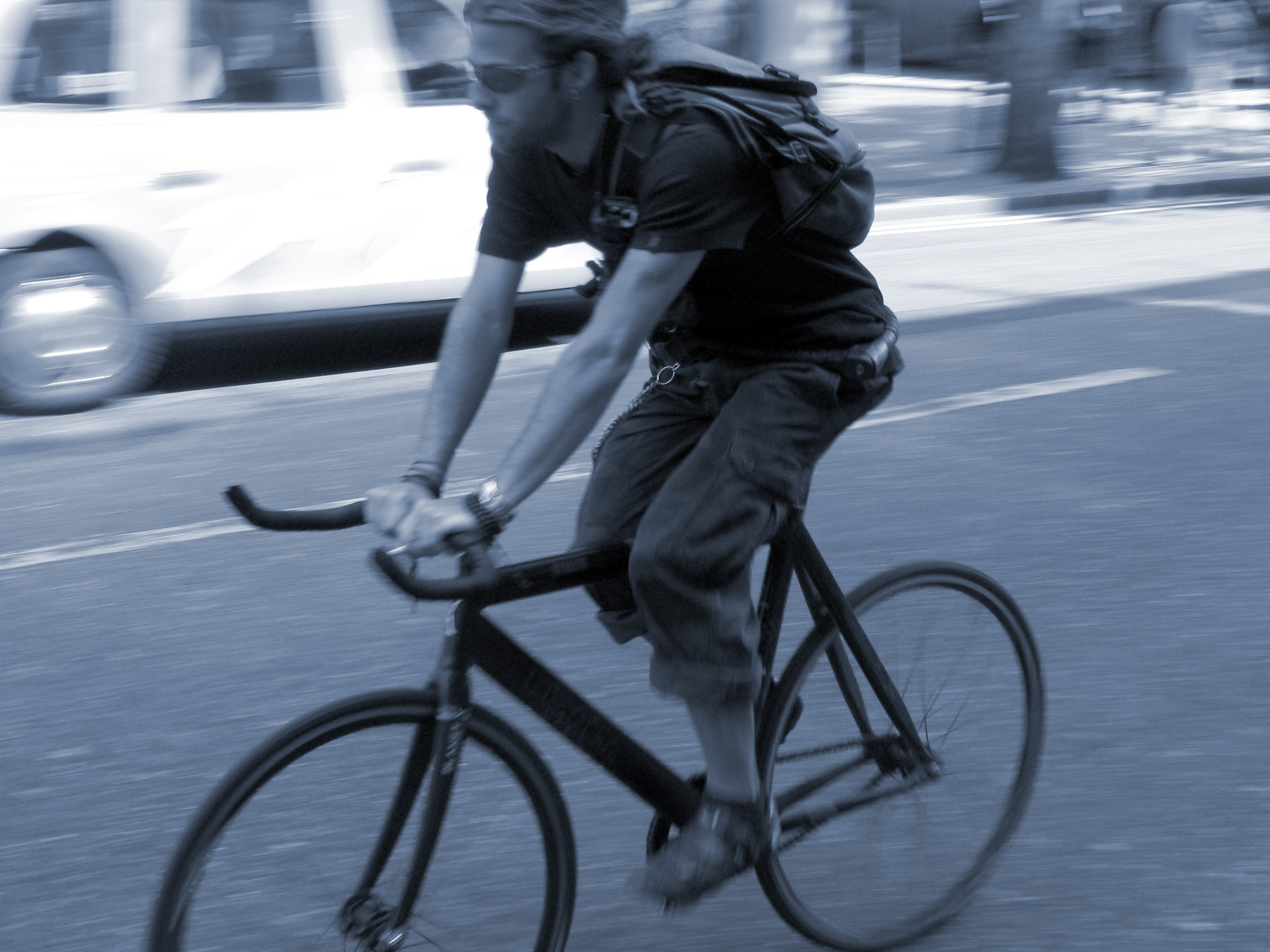
ブレーキ無しの固定ギアバイクに乗るサイクリスト

レース仕様のバイクの要素を公道仕様に落とし込んだレーサーレプリカバイク、戦闘機の外観を模したレプリカ機、競輪仕様のバイクを公道仕様にしたトラックレーサーレプリカなどは、公道を走行するうえで、法規制の関係で保安部品の取り付けが必須となり、欠けている場合は“違法改造”扱いになることや、コストの関係で仕様を変えることもあり、全てが本物と同じであるとは限らない。第二次世界大戦中の戦闘機の縮小レプリカを専門とするウォー・エアクラフト・レプリカズ・インターナショナルのような愛好家向けの会社も存在する。
美術やヒストリック・カーの分野では、レプリカはオリジナルではない再製作品（リプロダクション）をさす。この場合には、レプリカであることが明らかにされていないこともある。
一方で公式にライセンス生産されたレプリカは、実物と全く同じ工程で生産された本物に忠実なものもある（スポーツユニフォームの場合の違いは背番号や登録名の有無のみ）。スポーツ選手が着用しているものと同等品である場合、一般的なレプリカと区別するためオーセンティックまたはプロコレクションと呼ばれる。

### 違法行為
一方で、レプリカは違法な偽造、模倣をさして用いられることも多い。特に紙幣や硬貨の偽造について使われるが、ブランド物の衣類、高級バッグ、アクセサリー、そして、高級腕時計といった商品の模倣に対しても使われる。これらは、海賊版や偽ブランド品などと呼ばれて然るべきである。